# Menedem de Macedònia (cesarià)
Menedem (en grec antic: Μενέδημος, en llatí: Menedemus) fou un cap macedoni de la regió anomenada pels romans Macedonia Libera.
Va prendre part al costat de Juli Cèsar a la guerra civil contra Pompeu i els seus partidaris, lliurada entre l'any 49 aC i l'any 48 aC. És probablement el mateix Menedem que esmenta Ciceró amb una aversió considerable, com amic i partidari de Juli Cèsar.